# Jenny Meyer
Jenny Sophie Meyer (16. april 1866 på Frederiksberg – 23. april 1927 sammesteds) var en dansk porcelænsmaler, søster til Emma Meyer.
Hun var datter af appellationsretsråd, senere højesteretsassessor Fritz Meyer og Marie Frederikke Dalberg. Meyer fik i 1892 ansættelse ved Den kgl. Porcelænsfabrik under Arnold Krog og uddannede sig til underglasurmaler af unika, som hun især dekorerede med blomstermotiver. Hun var ansæt på porcelænsfabrikken til sin død 1927. Nogle på verdensudstillingen i Chicago 1893 udstillede vaser fik medalje. Hun besøgte 1895 London navnlig for at studere den keramiske afdeling på South Kensington Museum. Til Kvindernes Udstilling i 1895 udførte Meyer i konkurrence med frem andre kvinder en platte med løvetandsmotiv til Den kongelige Porcelainsfabrik.
Hun har udført to akvareller af Frydenlund Teglværk (ca. 1895, tidligere i Johan Hansens samling).
Jenny Meyer udstillede også via sin arbejdsgiver på Dänischen Ausstellung, Königliche Kunstgewerbemuseum, Berlin 1910, Kvindelige Kunstneres retrospektive Udstilling i København 1920, verdensudstillingen i Paris 1925. Posthumt er hendes værket blevet vist på Søllerød i det lokalhistoriske maleri, Gammel Holtegaard 1982.
Hun var ugift og er begravet på Bispebjerg Kirkegård.